# K–448 Tambov
A K–448 Tambov (oroszul: К–448 Тамбов) orosz 671RTMK Scsuka típusú atommaghajtású vadásztengeralattjáró. 1991-ben bocsátották vízre és 1993-ban állították szolgálatba. Az Orosz Haditengerészet Északi Flottájának állományába tartozik. Honi kikötője Vigyajevo.

## Története
A 671RTMK típusú hajó (NATO-kódja: Victor III) építését 1991. január 31-én kezdték el a leningrádi Admiralitás hajógyárban. 1991. október 17-én bocsátották vízre, majd B–448 hadrendi jelzéssel 1993. február 5-én került az Orosz Haditengerészet állományába. 1995. március 25-én az akkor 360 éves Tambov városáról nevezték el. Ez az utolsó atommeghajtású tengeralattjáró, amelyet Szentpéterváron építettek.
Kezdetben a Balti-tengeren állomásozott. 1999 júniusában részese volt a Zapad–95 törzsvezetési hadgyakorlatnak. Az Északi Flotta állományába helyezett hajó augusztusban a Balti-tengerről az Északi-tengeren keresztül áthajózott végleges állomáshelyére. Útközben részt vett az Admiral Csabanyenko romboló hidroakusztikai felderítő rendszerének tesztelésében. Az Északi Flottánál honi kikötője a Kola-félszigeten, Vigyajevóban található. 1993–1997 között négy bevetést hajtott végre.
2006. július 26-án a hajó reaktoránál szivárgást észleltek. Akkor több tengerészt elővigyázatosságból kórházba szállítottak. 2015-től a sznyesznogorszki Nyerpa hajójavító üzemben van nagyjavításon. 2021-re tervezték az ismételt üzembe állítását, ez azonban csúszik.